# Waitangitāhuna River (Upper)
Der obere, südliche Teil des Waitangitāhuna River ist heute ein 21 km langer eigenständiger Fluss in der Region West Coast auf der Südinsel von Neuseeland. Nach einer Flut im Jahr 1967 teilte sich der Fluss in zwei Teile auf. Eine Namensumbenennung folgte im Dezember 2018. Auf Karten wird der Fluss häufig noch als Waitangitaona River bezeichnet.

## Geographie
Der Fluss entspringt in dem Gletschergebiet der Tatare Range, nördlich des 2188 m hohen McFetrick Peak. Auf seinem Weg nach Norden kreuzt der Fluss den New Zealand State Highway 6, um 6 km weiter nordwestlich in den Lake Wahapo zu münden. Dessen rund 1 km langer Abfluss, der Teil des Zalas Creek ist, sowie der künstliche angelegte Abfluss zur Stromerzeugung, münden beide in den Ōkārito River und werden nicht als Waitangitāhuna River bezeichnet.

## Geschichte
Im März 1967 veränderte eine Flut das Flussbett des seinerzeit noch als Waitangitaona River bezeichneten Flusses. Die Flut lenkte den Fluss, der zuvor 1,7 km östlich des Lake Wahapo nach Osten abbog, nun nach Westen um und speiste von nun an den angrenzenden See. Ein kleiner Teil des Flusses versorgte gleichzeitig den nach Osten abgehenden Graham Creek, der in das alte Flussbett des Waitangitaona River mündete. Wasserbautechnische Maßnahmen, die in der Mitte der 1980er Jahre erfolgten, sorgten dann schließlich dafür, dass eventuell erneut auftretende Fluten das Flussbett nicht mehr verändern konnten. Damit war die Aufteilung des Flusses in zwei Teile besiegelt.
Im Oktober 2017 akzeptierte der New Zealand Geographic Board den Vorschlag, den unteren nördlichen Teil des Waitangitaona River in Waitangitāhuna River umzubenennen, da die Schreibweise des Flusses im 19. Jahrhundert falsch übersetzt worden war und nun korrigiert werden sollte. Der obere, südliche Teil des Flusses sollte hingegen Waitakitāhuna-ki-te-Toka River genannt werden, damit die beiden, nun unabhängig voneinander verlaufenden Flüsse, unterschieden werden konnten.
In einem weiteren Meeting des New Zealand Geographic Board wurde dem Wunsch der lokal ansässigen Māori entsprochen, den Namen der beiden neuen Teile des Flusses einheitliche in Waitangitāhuna River zu ändern, was mit der Veröffentlichung in der Regierungs-Gazette am 20. Dezember 2018 geschah.